# Villa de Reyes
Villa de Reyes é um município do estado de San Luis Potosí, no México.